# 高弘基
高弘基（？—17世紀），字元開，湖廣黃州府蘄水縣人，明朝政治人物。

## 生平
高弘基在崇禎三年（1630年）以《易經》登湖廣鄉試三十六名舉人，十三年（1640年）成進士，獲授大名推官，饑荒時捐俸和牛種給人民，又招撫山東流賊米玉。黨時戰亂頻仍，人民苦於繁重的俵馬稅，他直接上疏請求改折，人們都感激他。

## 引用
1. 1 2  光緒《蘄水縣志·卷十·人物志》：高宏基，字元開，崇禎庚辰進士。司理大名，值歲饑捐俸市牛種給民，山東梟賊米玉逼郡，諭以禍福，尋就招撫。時流離初復，民苦俵馬費重，宏基直白指疏，請蹔行改折，郡人德之。 《通志》
2. ↑  光緒《蘄水縣志·卷七·選舉志》：（崇禎）三年庚午（舉人）……高宏基 治《易》，進士